# Polydor PolydorRecords
Polydor Limited, познат као Polydor Records, немачко-британска је дискографска кућа у власништву Universal Music Group.